# Calcio gaelico femminile
Il calcio gaelico femminile, conosciuto anche diffusamente col corrispettivo inglese Ladies' Gaelic Football o l'acronimo LGFA (gael. Peil Ghaelach na mBan) è uno degli sport gaelici. Sport di squadra giocato all'aperto, pressoché speculare al calcio gaelico se non per qualche differenza di regolamento, è praticato esclusivamente da donne, ciascuna squadra è formata da 15 giocatrici.
Il Ladies Football non è gestito dalla Gaelic Athletic Association direttamente, ma da un'altra organizzazione nota come Ladies' Gaelic Athletic Association, che dal 2006 organizza anche il calcio australiano femminile.
Lo sport, meno popolare di quelli maschili in Irlanda ma comunque apprezzato, sta conoscendo una significativa diffusione invece all'estero, specialmente nei paesi dove sono presenti generazioni discendenti da migranti irlandesi.

## Differenze col calcio gaelico
Sebbene il gioco sia pressoché lo stesso paragonato alla versione maschile, ci sono delle piccole e significative differenze nel regolamento.
- Le giocatrici possono prendere la palla da terra direttamente con le mani se in piedi;
- La durata dei match è di 60 minuti e mai di 70 come può invece accadere nelle discipline maschili;
- Le rimesse dal fondo si possono fare di mani;
- Un orologio che segna il countdown con sirena è utilizzato se presente nel campo, mentre nelle discipline maschili la partita viene terminata dall'arbitro;
- È permesso portare la palla da una mano all'altra senza restrizioni;
- Sono vietati tutti i contatti deliberatamente fisici tranne il pressing, azioni atte a rubare la palla o bloccare lanci e passaggi.
- La palla da gioco è più piccola (taglia 4 le donne, 5 gli uomini)